# Herrera melanomesocranon
Herrera melanomesocranon (лат.) — вид певчих цикад рода Herrera. Встречаются в Южной Америке.

## Распространение
Боливия.

## Описание
Длина тела 13–17 мм; длина передних крыльев: 19–22 мм; ширина передних крыльев: 6–8 мм. Основная окраска желтовато-зелёная; голова с буроватыми отметинами и тёмной вершиной. Оцеллии розоватые или охристые.
Голова и мезонотум примерно равной ширины, вертекс длиннее лба, переднеспинка примерно такой же длины, как мезонотум, передняя часть бедра сильно колючая. Относительно крупные цикады, яркоокрашенные, обладают сильно выступающими краями переднеспинки. Сходны по габитусу с Herrera criqualicae и  Herrera phyllodes, отличаясь деталями строения тела. Вид был описан в 2019 году американским энтомологом Алленом Сэнборном (Sanborn Allen F., США).